# Asparagus glaucus
Asparagus glaucus är en sparrisväxtart som beskrevs av Pauline Kies. Asparagus glaucus ingår i släktet sparrisar, och familjen sparrisväxter. Inga underarter finns listade i Catalogue of Life.